# Sidney Moncrief
Sidney Alvin Moncrief (Little Rock, Arkansas, 21 de septiembre de 1957) es un exjugador y exentrenador de baloncesto estadounidense. Como jugador se caracterizó por ser un excelente defensor, con 1,93 metros de altura, jugaba de escolta. También destacó por su capacidad anotadora, superando los 20 puntos de promedio en cuatro de sus once temporadas como profesional en la NBA.

## Trayectoria deportiva

### Universidad
Durante 4 años perteneció a la plantilla de los Razorbacks de la Universidad de Arkansas, con los cuales llegó, en el año 1978, a la Final Four de la NCAA. A lo largo de su carrera universitaria, promedió 16,9 puntos, 8,3 rebotes y 2 asistencias por partido.

### Profesional
Fue elegido en la 5.ª posición de la primera ronda del Draft de la NBA de 1979 por los Milwaukee Bucks, equipo en el que desarrolló prácticamente toda su carrera, permaneciendo durante 10 temporadas. Se caracterizó por su excelente defensa y por su poder anotador. Fue elegido Mejor Defensor de la liga en dos ocasiones, y elegido en el mejor quinteto defensivo de la NBA en 4 ocasiones. Su poder anotador se demuestra al acabar durante 4 temporadas con más de 20 puntos por partido.
Tras pasar un año en blanco por culpa de las lesiones, regresó a las canchas en 1990 con la camiseta de los Atlanta Hawks, en la que sería su última temporada. Durante 11 campañas en la NBA promedió 15,6 puntos, 4,7 rebotes y 3,6 asistencias por partido.

### Entrenador
Entrenó una temporada, la 1999-2000 a los Trojans de la Universidad de Arkansas-Little Rock.
Más tarde, en 2006 volvió a tener relación con el baloncesto, al hacerse cargo como entrenador de los Fort Worth Flyers, equipo de la NBA Development League por una temporada. Hasta on octubre de 2007 cuando se unió a los Warriors como ayudante de tiro.
En verano de 2011, regresa a los Milwaukee Bucks como técnico asistente.
En julio de 2013, se anunció que dejaría los banquillos para pasar a ser comentarista deportivo de los Bucks en la FSN Wisconsin.

## Estadísticas de su carrera en la NBA

### Temporada regular
| Año      | Equipo    | PJ  | PT  | MPP  | %TC  | %3P   | %TL  | RPP | APP | ROB | TPP | PPP  |
| -------- | --------- | --- | --- | ---- | ---- | ----- | ---- | --- | --- | --- | --- | ---- |
| 1979-80  | Milwaukee | 77  | -   | 20.2 | .468 | .000  | .795 | 4.4 | 1.7 | .9  | .2  | 8.5  |
| 1980-81  | Milwaukee | 80  | -   | 30.2 | .541 | .222  | .804 | 5.1 | 3.3 | 1.1 | .5  | 14.0 |
| 1981-82  | Milwaukee | 80  | 80  | 37.3 | .523 | .071  | .817 | 6.7 | 4.8 | 1.7 | .3  | 19.8 |
| 1982-83  | Milwaukee | 76  | 76  | 35.7 | .524 | .100  | .826 | 5.8 | 3.9 | 1.5 | .3  | 22.5 |
| 1983-84  | Milwaukee | 79  | 79  | 38.9 | .498 | .278  | .848 | 6.7 | 4.5 | 1.4 | .3  | 20.9 |
| 1984-85  | Milwaukee | 73  | 72  | 37.5 | .483 | .273  | .828 | 5.4 | 5.2 | 1.6 | .5  | 21.7 |
| 1985-86  | Milwaukee | 73  | 72  | 35.2 | .489 | .320  | .859 | 4.6 | 4.9 | 1.4 | .2  | 20.2 |
| 1986-87  | Milwaukee | 39  | 30  | 25.4 | .488 | .258  | .840 | 3.3 | 3.1 | .7  | .3  | 11.8 |
| 1987-88  | Milwaukee | 56  | 51  | 25.5 | .489 | .161  | .837 | 3.2 | 3.6 | .7  | .3  | 10.8 |
| 1988-89  | Milwaukee | 62  | 50  | 25.7 | .491 | .342  | .865 | 2.8 | 3.0 | 1.0 | .2  | 12.1 |
| 1990-91  | Atlanta   | 72  | 3   | 15.2 | .488 | .328  | .781 | 1.8 | 1.4 | .7  | .1  | 4.7  |
| Total    | Total     | 767 | 513 | 30.2 | .502 | .284  | .831 | 4.7 | 3.6 | 1.2 | .3  | 15.6 |
| All-Star | All-Star  | 5   | 2   | 23.8 | .404 | 1.000 | .864 | 4.4 | 2.4 | 2.4 | .4  | 11.6 |

### Playoffs
| Año   | Equipo    | PJ | PT | MPP  | %TC  | %3P   | %TL  | RPP | APP | ROB | TPP | PPP  |
| ----- | --------- | -- | -- | ---- | ---- | ----- | ---- | --- | --- | --- | --- | ---- |
| 1980  | Milwaukee | 7  | -  | 26.0 | .588 | .000  | .871 | 4.4 | 1.6 | .7  | .1  | 12.4 |
| 1981  | Milwaukee | 7  | -  | 39.6 | .435 | .000  | .745 | 6.7 | 2.9 | 1.7 | .4  | 14.0 |
| 1982  | Milwaukee | 6  | 6  | 42.0 | .419 | .000  | .789 | 5.0 | 4.0 | 1.5 | .3  | 15.3 |
| 1983  | Milwaukee | 9  | 9  | 41.9 | .437 | .000  | .754 | 6.7 | 3.7 | 2.0 | .3  | 18.9 |
| 1984  | Milwaukee | 16 | 16 | 38.6 | .518 | .250  | .791 | 6.9 | 4.3 | 1.8 | .6  | 19.1 |
| 1985  | Milwaukee | 8  | 7  | 39.9 | .556 | .400  | .933 | 4.3 | 5.0 | .6  | .5  | 23.0 |
| 1986  | Milwaukee | 9  | 9  | 36.3 | .426 | .286  | .698 | 4.6 | 4.9 | .6  | .6  | 16.9 |
| 1987  | Milwaukee | 12 | 10 | 35.5 | .473 | .286  | .811 | 4.5 | 3.0 | 1.1 | .5  | 19.4 |
| 1988  | Milwaukee | 5  | 5  | 34.6 | .480 | 1.000 | .963 | 3.8 | 5.2 | .6  | .2  | 15.0 |
| 1989  | Milwaukee | 9  | 9  | 20.4 | .396 | .286  | .938 | 2.9 | 1.4 | .6  | .2  | 6.1  |
| 1991  | Atlanta   | 5  | 0  | 18.2 | .500 | .167  | .813 | 3.2 | .4  | .6  | .0  | 7.2  |
| Total | Total     | 93 | 40 | 34.7 | .475 | .293  | .811 | 5.0 | 3.4 | 1.1 | .4  | 16.0 |

## Logros y reconocimientos
- Elegido en 5 ocasiones para disputar el All-Star Game.
- Elegido Mejor Defensor en 1983 y 1984.
- Elegido en el mejor quinteto de la NBA en 1983 (4 veces más en el segundo).
- Elegido en el mejor quinteto defensivo de la NBA en 4 ocasiones (1 en el segundo).
- Su camiseta con el número 4 fue retirada por los Milwaukee Bucks como homenaje.